# Lepidorrhachis
Lepidorrhachis é um género botânico pertencente à família Arecaceae.
1. ↑  «Lepidorrhachis — World Flora Online». www.worldfloraonline.org. Consultado em 19 de agosto de 2020